# Plemyria diadelphata
Plemyria diadelphata är en fjärilsart som beskrevs av Otto Staudinger 1923. Plemyria diadelphata ingår i släktet Plemyria och familjen mätare. Inga underarter finns listade i Catalogue of Life.